# Chatrichalerm Yukol

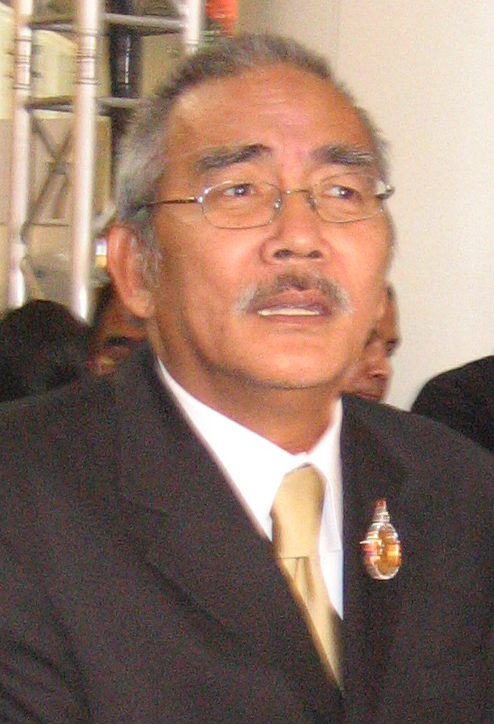
Chatrichalerm Yukol bei der Premiere von King Naresuan in Bangkok (2007)

Prinz Chatrichalerm Yukol (หม่อมเจ้าชาตรีเฉลิม ยุคล, RTGS: Mom Chao Chatrichaloem Yukhon, Aussprache: [t͡ɕʰâːtriːt͡ɕʰàlɤːm júʔkʰon], Spitzname Than Mui; * 29. November 1942 in Bangkok) ist ein thailändischer Filmregisseur, Drehbuchautor und Filmproduzent. Er war Mitglied der Jury der Berlinale 1981, seine Filme wurden mehrmals für den Oscar vorgeschlagen. Sein bekanntestes Werk ist die sechsteilige Reihe von Historiendramen über König Naresuan (King Naresuan – Der Herrscher von Siam).

## Familie
Prinz Chatrichalerm wurde als Sohn von Prinz Anusornmongkolkarn Yukol und Mom Ubol Yukol Na Ayutthaya in Bangkok geboren. Beide Elternteile waren Filmemacher und Mitbegründer der Filmgesellschaft Lavo Pappayon. Auch sein Onkel Prinz Bhanuband Yugala („Prinz Bhanu“) war ein thailändischer Filmpionier. Sein Großvater war Prinz Yugala Dighambara, Fürst von Lop Buri, ein Sohn von König Rama V. (Chulalongkorn) der während der absoluten Monarchie siamesischer Innenminister unter seinem Halbbruder Rama VII. (Prajadhipok) war. 
Chatrichalerms Sohn Chalermchatri Yukol ist ebenfalls Filmregisseur. Er führt seit 2017 Regie bei der Fernsehserie The Legend of King Naresuan für den Fernsehsender Mono 29, deren Handlung auf den Naresuan-Filmen seines Vaters beruht.

## Frühe Jahre
Zur Schulausbildung wurde Chatrichalerm nach Australien geschickt. Anschließend ging er an die University of California, Los Angeles und erhielt einen Abschluss in Geologie, Nebenfach Film. Dabei nahm er an Vorlesungen bei Francis Ford Coppola und Roman Polański teil, woraufhin ihn der Regisseur und Produzent Merian C. Cooper als Assistenten einstellte.

## Filme
Chatrichalerms Tätigkeit als Regisseur reicht bis in die siebziger Jahre zurück, als er mit Aus der Dunkelheit den ersten thailändischen Science-Fiction-Film drehte (1971).
Chatrichalerm war einer der ersten thailändischen Filmemacher, die sich mit den gesellschaftlichen Veränderungen auseinandersetzten. Unter anderem inszenierte er die Geschichte von Dr. Karn (Khao Chue Karn, „Sein Name ist Karn“), die auf einer Erzählung von Suwanni Sukhontha beruht. Wenige Monate vor dem Volksaufstand gegen die Militärdiktatur im Oktober 1973 wird darin wird die Korruption im Land angeprangert. Selbst der Status von Chatrichalerm als Prinz hinderte die Zensurbehörde seinerzeit nicht daran, den Film um entscheidende Elemente zu kürzen. Doch konnte der Regisseur anlässlich einer persönlichen Vorführung für den Premierminister Thanom Kittikachorn die ungekürzte Fassung durchsetzen. 
Chatrichalerms Filme handeln meist von sozialen Problemen, u. a. von Prostitution (Hotel Angel, 1974), frühzeitigem Sex (Daughter und Daughter 2), Umweltschutz (The Elephant Keeper, 1987) und den Auswüchsen des Drogenhandels (Powder Road, 1991). 
Chatrichalerm gehörte der internationalen Jury der Berlinale 1981 an. Vier seiner Filme wurden als thailändischer Beitrag für den Oscar in der Kategorie Bester fremdsprachiger Film vorgeschlagen: The Elephant Keeper (1989), Song for Chao Phaya (1990), Daughter 2 (1997) und King Naresuan 2 (2008). Keiner davon wurde allerdings von der Academy of Motion Picture Arts and Sciences in die engere Auswahl der nominierten Filme genommen (bislang kam überhaupt kein thailändischer Film in diese Auswahl).

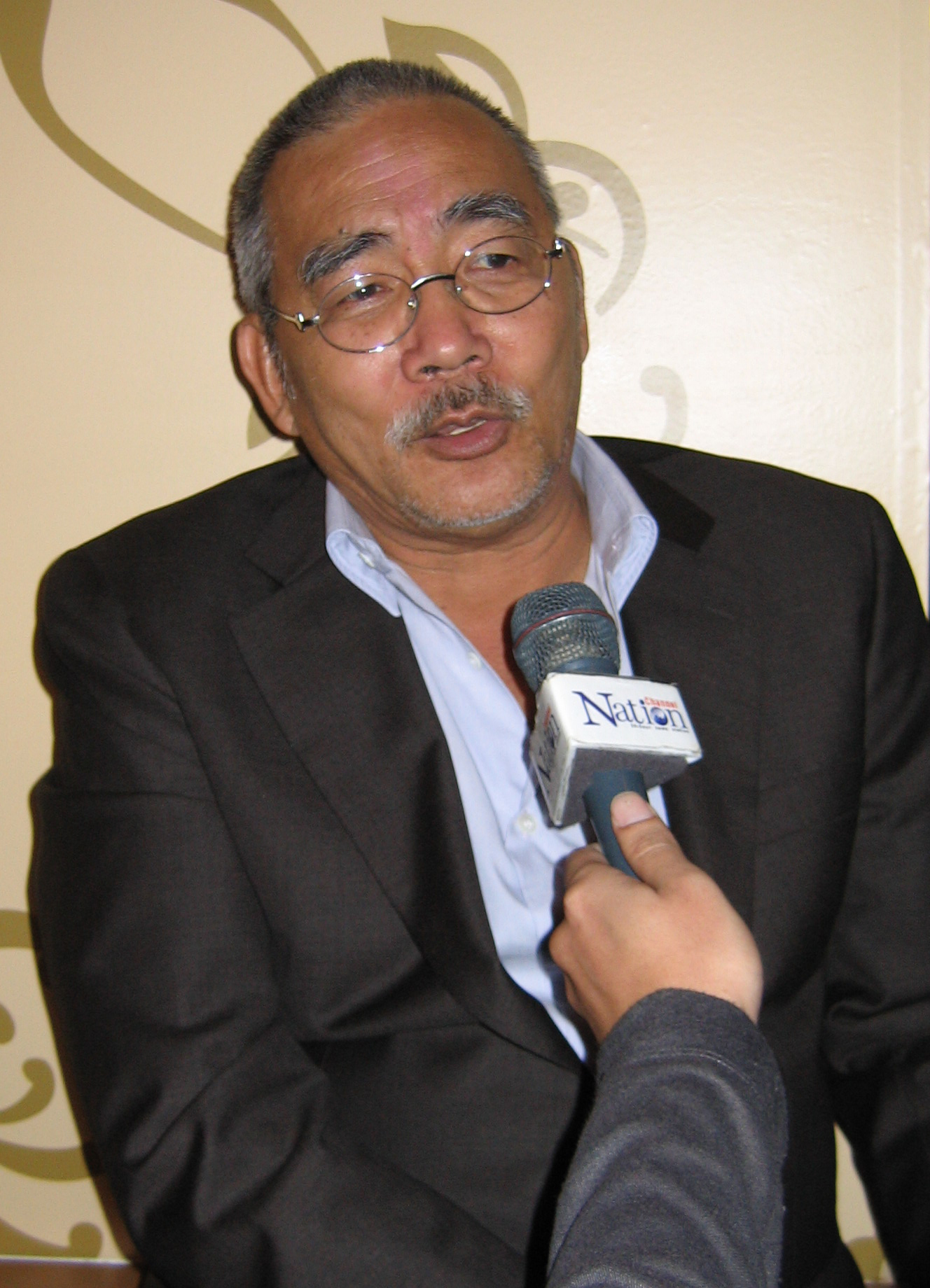
Chatrichalerm Yukol beim Empfang des Filmfestivals Phuket 2007

Seit 1999 befasst sich Chatrichalerm vermehrt mit der thailändischen Geschichte. Zunächst inszenierte er Die Legende der Suriyothai (veröffentlicht 2001), die eine Begebenheit aus dem 16. Jahrhundert der thailändischen Geschichte nacherzählt. Das Drehbuch hierfür entwickelte Chatrichalerm gemeinsam mit dem Historiker Sunait Chutintaranond. Dieses Projekt wurde von Königin Sirikit und der königlichen Familie auch finanziell unterstützt. Der Film sollte zunächst acht Stunden dauern, wurde dann für das thailändische Publikum auf drei Stunden zusammengeschnitten. In den USA und Europa kursiert eine 142 Minuten lange Fassung von Francis Ford Coppola. Mit Produktionskosten von 400 Millionen Baht (9 Millionen US-Dollar) war er zum Zeitpunkt seiner Veröffentlichung der teuerste thailändische Film.
Überboten wurde dies durch Chatrichalerms nächstes Projekt: Von 2006 bis 2015 erzählte er die Geschichte des großen Königs Naresuan in sechs Teilen (King Naresuan – Der Herrscher von Siam). Das Drehbuch hierfür entstand wiederum in Zusammenarbeit mit Sunait. Die sechs Filme gehören zu den teuersten, aber auch den erfolgreichsten Filmen in der thailändischen Kinogeschichte. Sie wurden von der Militärjunta von Prayut Chan-o-cha auch propagandistisch genutzt: Sie verschenkte nach dem Putsch im Mai 2014 Kinokarten für den fünften Film der Reihe. Als weiteres Historiendrama kam 2015 die Geschichte von Pantai Norasingha, dem Steuermann des Königs Phrachao Suea, hinzu.

## Filmografie
- 1971: Out of the Darkness (Man Ma Kap Kwam Mued)
- 1973: Dr. Karn (Khao Chue Karn)
- 1974: The Colonel (Pom Mai Yak Pen Pan To)
- 1974: Hotel Angel (Thep Thida Rong Raem)
- 1975: Last Love (Kuam Rak Krang Suthai)
- 1975: The Violent Breed (Thewada Doen Din)
- 1975: Dangerous Modelling
- 1976: Angel Who Walks on the Ground
- 1977: Taxi Driver (Citizen I)
- 1978: Kama
- 1980: The Yellowing of the Sky (Before the Storm)
- 1982: If You Still Love
- 1983: Gunman (Meu peun)
- 1984: Detective, Section 123
- 1984: Freedom of Taxi Driver (Citizen II)
- 1986: Somsee
- 1987 The Elephant Keeper (Khon Liang Chang) – thailändischer Beitrag für den Oscar 1989
- 1990: Song for Chao phraya – thailändischer Beitrag für den Oscar 1990
- 1991: Powder Road (Heroin)
- 1993: Salween (Gunman 2)
- 1996: Daughter (Sia Dai)
- 1997: Daughter 2 (Sia Dai 2) – thailändischer Beitrag für den Oscar 1997
- 1998: Box (Klong)
- 2001: Die Legende der Suriyothai
- 2003: Last Love (remake)
- 2007: King Naresuan – Der Herrscher von Siam
- 2007: King Naresuan II: King of Fire – thailändischer Beitrag für den Oscar 2008
- 2011: King Naresuan III: Naval Battle
- 2011: King Naresuan IV: The Nanda Bayin War
- 2014: King Naresuan V: Elephant Battle
- 2015: King Naresuan VI: The End of Hong Sa
- 2015: Pantai Norasingha